# باري سميث (منافس ألعاب قوى)
باري سميث (بالإنجليزية: Barry Smith)‏ هو منافس ألعاب قوى بريطاني، ولد في 1953.

## وصلات خارجية
- باري سميث على موقع أوليمبيديا (الإنجليزية)
- باري سميث على موقع اللجنة الأولمبية البريطانية (الإنجليزية)